# Wikipedia in inglese
La Wikipedia in inglese (English Wikipedia) è l'edizione in lingua inglese dell'enciclopedia online Wikipedia. Nata il 15 gennaio 2001, è la prima edizione di Wikipedia a essere stata lanciata ed è anche quella con più voci, avendo 7 017 144 voci al 3 luglio 2025.

## Storia
Ogni wiki linguistica ha un ampio margine di autonomia per la definizione interna di proprie regole e funzionalità software. 
Ad esempio en.wikipedia da alcuni anni non consente più la creazione anonima di nuove voci, che è riservata agli utenti iscritti. Oltre ai link che collegano alle pagine di disambiguazione, all'inizio di ogni voce immediatamente sotto il titolo sono riportate anche tutte le pagine wiki di Redirect "in ingresso" a quella visualizzata.

## Statistiche
La Wikipedia in inglese ha 7 017 144 voci, 63 424 731 pagine, 49 352 033 utenti registrati di cui 108 947 attivi, 838 amministratori e una "profondità" (depth) di 1318 (al 3 luglio 2025).
È la prima Wikipedia sia per numero di voci che per "profondità" (fra quelle con più di 10 000 voci).

## Cronologia
- 15 gennaio 2001: viene creata Wikipedia in lingua inglese
- 16 gennaio 2001: prima voce in assoluto
- 20 settembre 2002: viene raggiunta la quota di 40 000 voci
- 21 gennaio 2003: viene raggiunta quota 100 050 voci
- 2 febbraio 2004: viene raggiunta quota 200 000 voci
- 7 luglio 2004: viene raggiunta quota 300 000 voci
- 20 novembre 2004: viene raggiunta quota 400 000 voci
- 18 marzo 2005: viene raggiunta quota 500 000 voci
- 18 giugno 2005: viene raggiunta quota 600 000 voci
- 25 agosto 2005: viene raggiunta quota 700 000 voci
- 1º novembre 2005: viene raggiunta quota 800 000 voci
- 4 gennaio 2006: viene raggiunta quota 900 000 voci
- 1º marzo 2006: viene raggiunta quota 1 000 000 di voci
- 24 novembre 2006: viene raggiunta quota 1 500 000 di voci
- 1º aprile 2007: vengono raggiunti i 4 000 000 iscritti
- 9 settembre 2007: viene raggiunta quota 2 000 000 di voci
- 18 aprile 2008: vengono raggiunti i 5 000 000 iscritti
- 10 agosto 2009: viene raggiunta quota 500 000 categorie
- 17 agosto 2009: viene raggiunta quota 3 000 000 di voci
- 12 dicembre 2010: viene raggiunta quota 3 500 000 di voci
- 1º aprile 2011: viene raggiunta quota 3 600 000 di voci.
- 13 luglio 2012: viene raggiunta quota 4 000 000 di voci
- 1º novembre 2015: viene raggiunta quota 5 000 000 di voci
- 23 gennaio 2020: viene raggiunta quota 6 000 000 di voci
- 28 maggio 2025: viene raggiunta quota 7 000 000 di voci

## Numero di voci e tasso di crescita
La crescita di en.wiki si è ridimensionata a partire dal 2011, tuttavia essa resta l'edizione linguistica con il più grande numero medio di voci create. Infatti vengono scritte all'incirca 1 000 voci nuove quotidianamente, salvo rare eccezioni in cui questo valore si attesta attorno alle 800 voci giornaliere. A dicembre del 2011, per esempio, il tasso di crescita ha sembrato subire un moderato calo, con 9 000 pagine circa create in 13 giorni.